# ارباب حلقه‌ها آنلاین
ارباب حلقه‌ها آنلاین: سایه آنگمار (به انگلیسی: The Lord of the Rings Online: Shadows of Angmar) یک بازی رایانه‌ای منتشر شده توسط شرکت‌های توربین، میدوی گیمز، کدمسترز است. این بازی در تاریخ ۲۴ آوریل ۲۰۰۷ عرضه شده و سازنده آن توربین است.